# Hieraaetus
Hieraaetus is een geslacht van vogels uit de familie van de havikachtigen (Accipitridae). De wetenschappelijke naam is gepubliceerd in 1936 door William Swainson.

## Soorten
De volgende soorten zijn bij het geslacht ingedeeld:
- Hieraaetus ayresii – Ayres' havikarend
- Hieraaetus morphnoides – Australische dwergarend
- Hieraaetus pennatus – Dwergarend
- Hieraaetus wahlbergi – Wahlbergs arend
- Hieraaetus weiskei – Papoeadwergarend

### Uitgestorven
- Hieraaetus moorei – Haasts arend